# Pieter Timmers
Pieter Timmers (Neerpelt, 21 de enero de 1988) es un deportista belga que compitió en natación, especialista en el estilo libre.
Participó en dos Juegos Olímpicos de Verano, obteniendo una medalla de plata en Río de Janeiro 2016, en la prueba de 100 m libre, y el octavo lugar en Londres 2012, en el relevo 4 × 100 m libre.
Ganó tres medallas en el Campeonato Europeo de Natación, en los años 2014 y 2016, y seis medallas en el Campeonato Europeo de Natación en Piscina Corta entre los años 2012 y 2017.

## Palmarés internacional
| Juegos Olímpicos                    | Juegos Olímpicos        | Juegos Olímpicos  | Juegos Olímpicos |
| Año                                 | Lugar                   | Medalla           | Prueba           |
| ----------------------------------- | ----------------------- | ----------------- | ---------------- |
| 2016                                | Río de Janeiro (Brasil) | Medalla de plata  | 100 m libre      |
| Campeonato Europeo                  |                         |                   |                  |
| Año                                 | Lugar                   | Medalla           | Prueba           |
| 2014                                | Berlín (Alemania)       | Medalla de bronce | 4 × 200 m libre  |
| 2016                                | Londres (Reino Unido)   | Medalla de plata  | 4 × 200 m libre  |
| 2016                                | Londres (Reino Unido)   | Medalla de bronce | 4 × 100 m libre  |
| Campeonato Europeo en Piscina Corta |                         |                   |                  |
| Año                                 | Lugar                   | Medalla           | Prueba           |
| 2012                                | Chartres (Francia)      | Medalla de plata  | 200 m libre      |
| 2012                                | Chartres (Francia)      | Medalla de bronce | 4 × 50 m libre   |
| 2013                                | Herning (Dinamarca)     | Medalla de bronce | 4 × 50 m libre   |
| 2015                                | Netanya (Israel)        | Medalla de plata  | 100 m libre      |
| 2015                                | Netanya (Israel)        | Medalla de plata  | 200 m libre      |
| 2017                                | Copenhague (Dinamarca)  | Medalla de plata  | 100 m libre      |